# Tiësto
Tijs Michiel Verwest, mais conhecido como Tiësto (Breda, 17 de janeiro de 1969), é um DJ, remixer e produtor musical holandês. Pioneiro na cena da música eletrônica, utilizou muitos apelidos no passado, mas ficou conhecido pelo seu trabalho como Tiësto. Nas suas produções mais recentes, no entanto, abandonou o rótulo de "DJ", sendo conhecido apenas como "Tiësto", alcunha que deriva de seu apelido de infância.
Conforme sua popularidade cresceu no início dos anos 2000, ele tornou-se o primeiro DJ a apresentar-se para um grande público sem nenhum outro DJ ou outros actos de abertura. Também é notado por ser o primeiro DJ a tocar ao vivo no palco em Jogos Olímpicos na cerimónia de abertura das olimpíadas de 2004 em Atenas. Além de receber inúmeros prémios pelo seu trabalho foi coroado como o "Melhor Dj do mundo" 3 vezes consecutivas pela DJ Magazine de 2002/2003/2004.
Também realizou contribuições de caridade. Em Abril de 2006, Tiësto foi nomeado o embaixador mundial para a fundação Dance4Life, combatendo a disseminação da Sida, para a qual gravou a faixa "Dance4life." Em Dezembro de 2007, Tiësto e Giorgio Armani colaboraram juntos numa edição limitada de uma camisola de Tiësto disponível nas lojas Armani Exchange. O seu single "Sweet Things" inclui a camisola, com os lucros da venda beneficiando os Mercy Corps, uma ONG de acção humanitária.
Ele recebeu uma nomeação para um Grammy Award em 2008, por seu álbum Elements of Life.
2008 e 2009, Tiësto foi eleito para o International Dance Music Awards (IDMA) no Winter Music Conference, em Miami, como o melhor DJ do mundo.
Em 2020, Tiësto lançou seu novo projeto chamado VER:WEST.

## Início de carreira
Tiësto começou a sua carreira de DJ profissional em festas escolares, conseguindo depois ser DJ residente em vários clubs holandeses, entre 1985 e 1993. Foi no clube "The Spock" que as coisas arrancaram mesmo para ele: Tijs, que até aí tinha produzido faixas hardcore/gabber, sob os nomes artísticos de "Da Joker" e "DJ Limited" e começou a produzir um som mais próprio e próximo do que é hoje conhecido. Muito embora Tiësto seja considerado um DJ de trance, passa nos seus sets também um pouco de techno e house.
Em 1997, juntamente com Arny Bink, formou a Black Hole, a editora que lançou para o mercado as compilações Magik (a compilação de música eletrônica mais vendida de todos os tempos), In Search Of Sunrise e Nyana e na qual lançou diversos singles, sob os nomes de Drumfire, Stray Dog, Tom Ace, Wild Bunch.
Lançou ainda diversos singles com outros DJs, sob os nomes de A3, Alibi, Andante, Clear View, Control Freaks, Glycerine, Gouryella, Hammock Brothers, Hard Target, Kamaya Painters, Main Men, Major League, T-Scanner, TB X-Press, Tiësto, Storm & Montana, Two Deejays, Vimana e West & Storm. A editora cresceu tanto que Tiësto, em 2001, fundou uma sub-editora, a Magik Muzik. Algumas das produções lançadas pela sub-editora são o single Flight 643, e os seus álbuns de estúdio In My Memory, Just Be, Elements of Life e Kaleidoscope.

## O sucesso
Em 1997, Tiësto lança o primeiro de sete volumes da série Magik, a compilação mais vendida da história da música electrónica. Em 1999, junta-se a Ferry Corsten, para formar a dupla Gouryella, que produziu os singles Gouryella, Walhalla e Tenshi. Em 2001, lança o seu primeiro álbum com músicas próprias, In My Memory, que contém muitos dos singles que marcam a sua carreira, como Lethal Industry, Suburban Train, Obsession e Flight 643.
Em 2002 é eleito, pela primeira vez, o melhor Dj do Mundo pela DJ Magazine. Em 2003, renova o título e promove "Tiësto In Concert", um grandioso evento, pioneiro na música electrónica, seguindo o conceito de um DJ a actuar a solo. Nesse concerto, Tiësto tocou duas noites seguidas em Arhnem, Gelredome, para 25 mil pessoas. Em 2004, ganha o título pela terceira vez, sendo o primeiro DJ a consegui-lo. Além disso, lança o seu segundo álbum, Just Be, de onde saíram singles como Just Be, Love Comes Again, Traffic, Nyana e Adagio for Strings. O grande "destaque" da carreira de Tiësto, é, segundo muitos fãs, a presença de Tiësto nos Jogos Olímpicos de Atenas, Grécia, em 2004, onde foi o artista convidado pela organização para abrir a cerimónia de abertura dos Jogos. Ainda neste ano, repetiu o seu "Tiësto In Concert", novamente um grande sucesso. Em 2006, é nomeado embaixador oficial da Dance4Life, organização contra a SIDA/HIV, para a qual compôs o single "Dance4Life", com Maxi Jazz, do Faithless. Já em 2007, abriu o ano tocando na praia de Ipanema, no Rio de Janeiro, ao vivo para 200 mil pessoas, e lançou o seu novo show e álbum, Elements of Life. Com este álbum que começou uma gigantesca digressão mundial.
Em 2008 e 2009, Tiësto foi eleito para o International Dance Music Awards (IDMA) no Winter Music Conference, em Miami, como o melhor DJ do mundo.
Em 2013, Tiësto foi eleito pela DJ Magazine na cerimônia do Top 100 DJs Awards, categoria Legend Award, como melhor DJ dos últimos 20 anos (1993–2013).

## Discografia
Álbuns de estúdio
- Just Be (2004)
- Elements of Life (2007)
- Kaleidoscope (2009)
- A Town Called Paradise (2014)
- The London Sessions (2020)
- Drive (2023)